# Jazýčkový kontakt

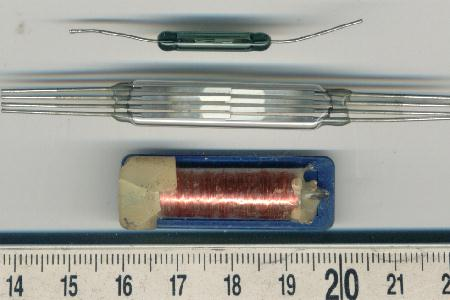
Jazýčkové kontakty a jazýčkové relé

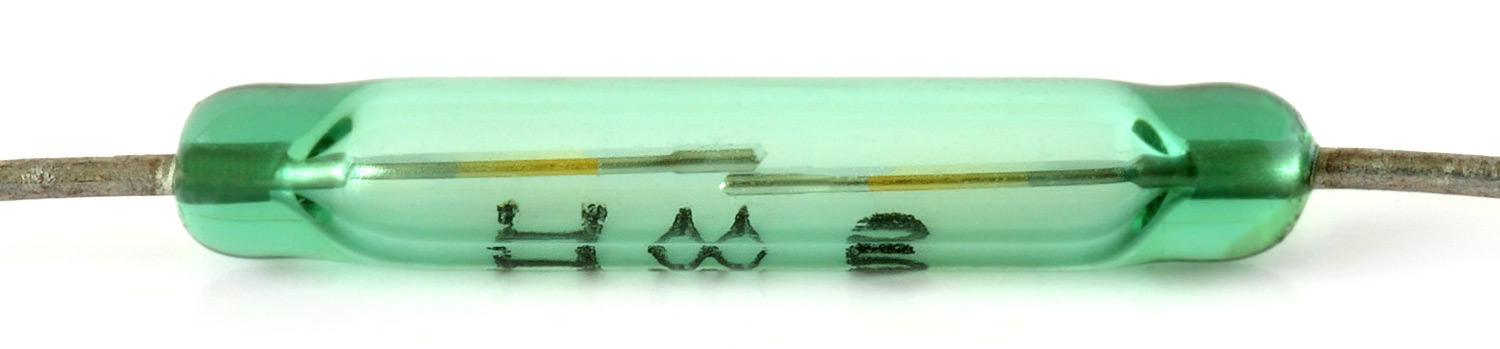
Jazýčkový kontakt detailně

Jazýčkový kontakt je mechanický spínač ovládaný magnetickým polem. Byl vynalezen roku 1936 v Bell Telephone Laboratories. Jazýčkový kontakt se skládá z dvou feromagnetických jazýčků umístěných v hermeticky utěsněné skleněné trubičce. Kontakty jsou v klidovém stavu otevřeny a k jejich propojení dojde po přiblížení magnetického pole. Feromagnetický materiál jazýčků zesílí intenzitu přiloženého magnetického pole, čímž dojde k vytvoření dvou magnetů, které se svými protikladnými póly přitáhnou a vytvoří vodivé spojení. Po odstranění magnetického pole se jazýčky vrátí do své výchozí rozpojené pozice.
Ovládací magnetické pole může být generováno permanentním magnetem, nebo elektromagnetickou cívkou. Řešení s permanentním magnetem se využívá například pro detekci otevření dveří u zabezpečovacích systémů budov, nebo jako snímač přiblížení. Při ovládání jazýčkového kontaktu elektromagnetickým polem cívky vznikne jazýčkové relé.

## Přepínací jazýčkový kontakt
Přepínací jazýčkový kontakt je tvořen třemi jazýčky, z nichž dva jsou vyrobeny z feromagnetického materiálu a jeden z materiálu diamagnetického nebo paramagnetického. V klidovém stavu je přepínací jazýček spojen s diamagnetickým jazýčkem, který nezesiluje magnetické pole. Po přiblížení magnetického pole dojde k zesílení pole ve feromagnetických jazýčcích a následnému přepnutí. Po oddálení pole se přepínací jazýček opět vrátí do své výchozí polohy.